# Thienpontsmolen
De Thienpontsmolen is een windmolenrestant in de Oost-Vlaamse plaats Sint-Lievens-Houtem, gelegen aan Bruisbeke 9A.
Deze ronde stenen molen van het type grondzeiler fungeerde als korenmolen.

## Geschiedenis
De molen werd opgericht in 1781 en diende oorspronkelijk tevens als oliemolen. Tot 1948 werd de maalderij op windkracht bedreven. Vervolgens werd met een motor gemalen. In 1959 werd het wiekenkruis verwijderd en in 1975 werd de molen ook van de kap ontdaan. De gietijzeren as met askop werd gebruikt bij de restauratie van de Molen Ter Hengst te Nukerke.
In 1993 werd de molenromp omgebouwd tot woning waarbij grote vensters en een schoorsteen werden aangebracht.
- Inventaris van het Bouwkundig Erfgoed (Vlaanderen): 9526